# Phare de Laboratorieholm
Le phare de Laboratorieholm (en suédois : Laboratorieholmens fyr) est un phare situé sur l'île de Stumholmen (en) à l'est de l'île Trossö (en), une partie de la commune de Karlskrona, dans le comté de Blekinge (Suède).

## Histoire
Le phare se trouve à l'extrémité nord-est de l'île de Stumholmen, sur le terrain du Musée naval suédois (Marinmuseum. L'île fut d'abord une zone militaire qui est redevenue civile dans les années 1970.

## Description
Le phare est une tour cylindrique en maçonnerie de 11 mètres de haut, avec une  galerie et une lanterne. La tour est peinte en blanc. Son feu isophase émet, à une hauteur focale de 12 mètres, un éclat blanc, rouge et vert selon différents secteurs toutes les 4 secondes. Sa portée nominale est de 9 milles nautiques (environ 17 km) pour le feu blanc, 7 milles nautiques (environ 13 km) pour le feu rouge et 6 milles nautiques (environ 11 km) pour le feu vert.
Identifiant : ARLHS : SWE-228  - Amirauté : C7462 - NGA : 7588 .

## Caractéristique dufeu maritime
Fréquence : 4 secondes (W-R-G)
- Lumière : 2 secondes
- Obscurité : 2 secondes

|                         |
| Localisation Stumholmen |

|          |
| Le phare |